# Traband

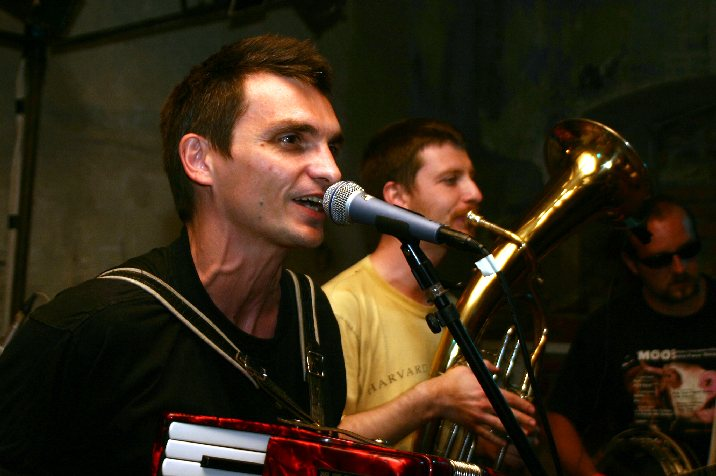
Traband, Tábor, 24. července 2004.
Zleva: Jarda Svoboda, Jakub Schmid a Evžen Kredenc

Traband byla česká hudební skupina, která vznikla v roce 1995.

## Historie
Traband vznikl jako trojčlenná kapela kolem textaře, zpěváka a kytaristy Jardy Svobody. Na baskytaru hrál Michal Kliner a na bicí Václav Pohl. V roce 1996 se rozšířili o banjistu Evžena Kredence a o rok později vydali vlastním nákladem své první album O čem mluví muži.
Z těchto prvních let Trabandu pochází i název, jako zkomolenina slovního spojení trio-band (tříčlenná kapela), jako parodie na automobil Trabant (a odtud je odvozeno i označení členů kapely jako tzv. „trabanditů“). Skupina se bere jako rocková, ale sami tvůrci svůj zvláštní žánr označovali jako „dechno“, smíšenina dechové muziky a techna, což také odpovídá dlouhým mezihrám s bicími a žesťovými nástroji.
V roce 1999 došlo k výrazné obměně hudebníků. Michal Kliner a Václav Pohl odešli a vystřídali je Jana Modráčková (trubka), Robert Škarda (tuba) a nový bubeník Petr Vizina, Jarda Svoboda začal hrát spíše na klarinet a akordeon. Skupina spolupracovala s Václavem Koubkem a s divadly Na voru, Koňmo a bratry Formanovými (Matějem a Petrem). V roce 2001 přišel baskřídlovkář Jakub Schmid, s kapelou občas hrál i saxofonista Vladimír Javorský. Traband jezdil na zahraniční turné do Francie, Slovenska, Německa, Rakouska, Švýcarska, Maďarska, Řecka i Japonska. V letech 1997–2002 v první jarní den kapela pořádala tzv. „Jaroslavení aneb MHD Tour“, při kterém hrála akusticky v tramvaji č. 17 za normálního provozu cestou z Modřan do Ďáblic, poté následoval klasický koncert. Na konci roku 2003 odešel Petr Vizina a vrátil se Václav Pohl.
U příležitosti 10 let trvání skupiny se v červnu 2005 konal v Praze koncert, jehož záznam vyšel v listopadu téhož roku na DVD. Zároveň vyšla také kniha Kontraband, v níž 8 výtvarníků ztvárnilo písničky skupiny v komiksové podobě. Po roční pauze se v lednu 2007 Traband vrátil ke koncertování s novým stylem, repertoárem a komornějším obsazením Jarda Svoboda, Jana Modráčková a Václav Pohl. Písně z nového repertoáru představil Jarda Svoboda divákům během roku 2006 na několika sólových koncertech, při kterých se doprovázel na harmonium. Nové album vyšlo 22. května 2007 s názvem Přítel člověka (od 1. května bylo již oficiálně k dostání v mp3). Od května či června 2008 s Trabandem opět vystupuje tubista Robert Škarda. V květnu se také vdala Jana Modráčková a dnes se jmenuje Kaplanová. Na podzim roku 2008 pak Traband přerušil koncertování kvůli těhotenství Jany. 26. července 2009 se narodila Emilka Kaplanová a Traband se koncerty na festivalu Otevřeno v Jimramově 29. srpna 2009 a v pražském Vagóně 1. září na křtu alba Ztracený ve světě: A Tribute to Oldřich Janota, na které natočil Janotovu píseň Druhý břeh, vrátil na pódia s novým repertoárem. Část z tohoto nového repertoáru pak nahrál v zimě 2009/2010 a vydal na albu Domasa (2010). Nejnovější album a DVD vydal Traband v květnu 2011. Přes zimu 2013–2014 měl Traband opět koncertní pauzu kvůli těhotenství Jany Kaplanové. Od jara 2014 se skupinou hraje stálý host Radim Huml na banjo, přes léto nahráli nové album v lesním studiu Michala Dittricha. V roce 2016 skupina na svých webových stránkách oznámila koncertní pauzu, někteří její členové však začali pracovat na vlastních projektech. Ve stejném roce skupina přerušila činnost. Od začátku roku 2023 je stránka traband.net nedostupná.

## Spolupráce
Členové skupiny dále spolupracovali na albech Bůhví, Ester, Ivána Gutiérreze, Hadrů z těla, Jaksi Taksi, Navzájem, Sester Steinových, Petra Nikla, Šarközi a Tří sester.
Jarda Svoboda se také objevil na živém DVD skupiny Sto zvířat Jste normální?, kde zazpíval píseň Černej pasažér.

## Diskografie
- DémoNahrávky (1996 – demo)
- O čem mluví muži (1997, APAC)
- Práce všeho druhu (1999 – demo)

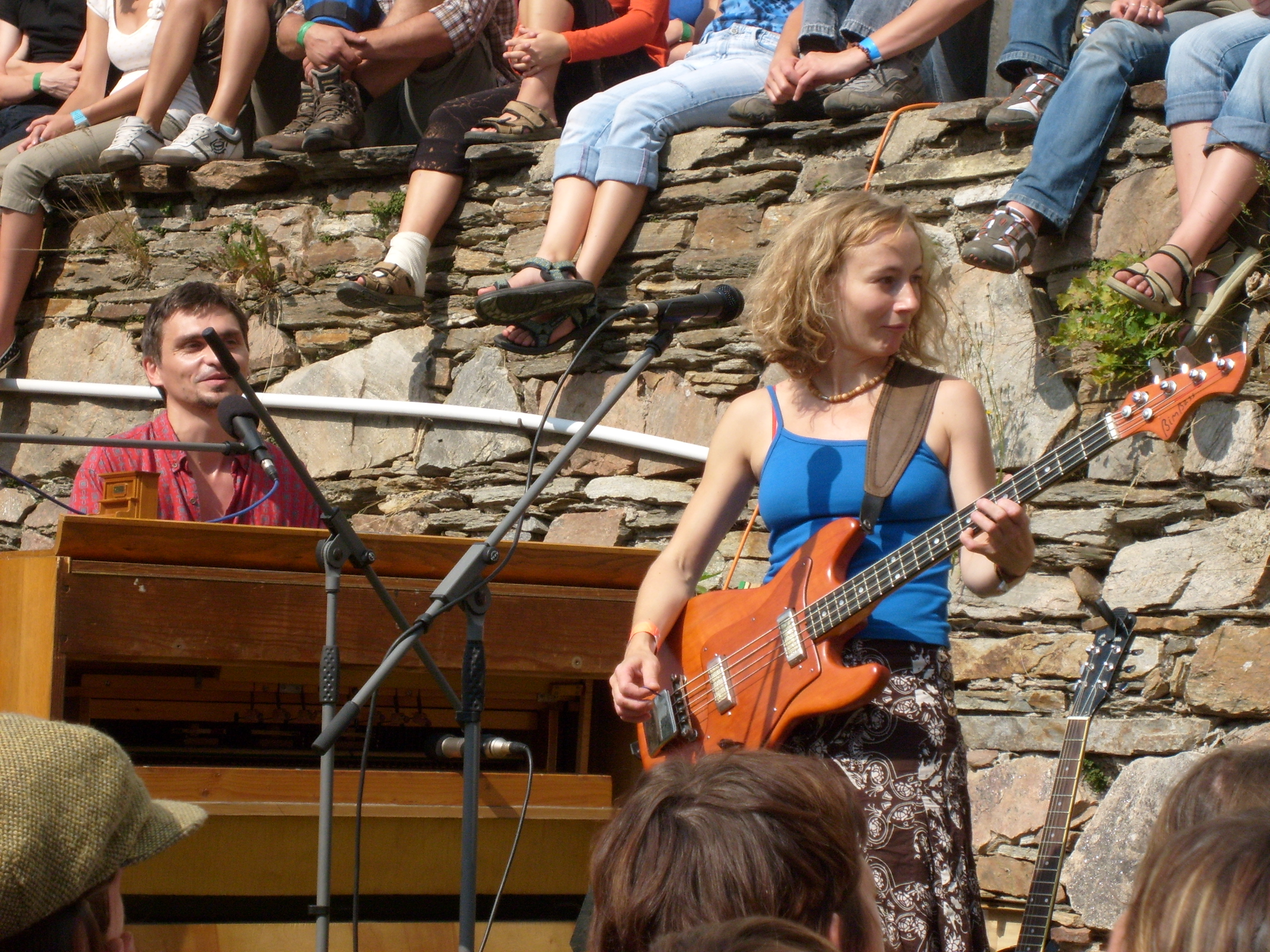
Traband (model 007) na festivalu Otevřeno Jimramov 26. srpna 2007. Za harmoniem Jarda Svoboda, vpravo Jana Modráčková.

- Zebra (2000, sampler, příloha časopisu Rock a pop – 2 písně)
- Kolotoč (2000, Black Point)
- Road Movie (2002, Black Point)
- Hyjé! (2004, Indies Records) – album oceněno Andělem v kategorii worldmusic
- 10 let na cestě (2005, Indies Records) CD+DVD
- Přítel člověka (2007, Indies Scope Records) – album oceněno Andělem v kategorii folk & country
- Domasa (2010, Indies Scope) – album oceněno Andělem v kategorii folk & country
- Neslýchané! (2011, Indies Scope)
- Vlnobeat (2014)

## Další hudební aktivity členů skupiny
Jarda Svoboda
- Otcovy děti (1988–1993)
- Naholou 25 (1994–1996)
- Zuby nehty (1998–2000)

Jana Kaplanová
- Kolohříbek
- Gousteen Crowlers
- Ztráty a nálezy
- Apple Undersound
- Zuby nehty (od 1997) – bicí
- Klec (2000–2006) – bicí, zpěv
- Původní Bureš (od 2002 – příležitostně bicí, někdy i trubka)
- Pláče kočka (od 2004) – bicí
- Mužy (od 2006) – bicí, zpěv
- Malé zuby – bicí, zpěv

Jakub Schmid
- Jarabáci (od 1995)
- Klec (1998–2001, znovu od 2006) – trubka, piano, akordeon, zpěv
- Ponožky pana Semtamťuka (od 2006)

Robert Škarda
- Kamil Jasmín
- Síla (od 2001)
- Ponožky pana Semtamťuka (od 2006)
- Tuning Metronomes

Václav Pohl
- Mrakoplaš (1997–2005)
- H.A.LL (1993–1996)
- Smažený řízek (1995)
- H.A.LL Revival (1996–1998)
- Echolama (1996–1999)
- Hanička písnička – H. Zagorová Revival Band (od 1996)
- Meky band – M. Žbirka Revival Band (od 1999)
- Původní Bureš (příležitostně)